# Yu-Gi-Oh! 5D's
Yu-Gi-Oh! 5D's este un serial de televiziune japonez de anime.